# Oliver Stark
Oliver Leon Jones, más conocido como Oliver Stark, es un actor inglés. Conocido por interpretar a Evan Buckley en la serie de televisión 9-1-1

## Biografía
Tiene una marca de nacimiento en su ojo izquierdo.
Utiliza el apellido de soltera de su abuela "Stark". 
Asistió al "North London Performing Arts Centre".

## Carrera
En el 2011 apareció en el cortometraje Follow donde dio vida a Corey.
En el 2015 se unió al elenco principal de la serie Into the Badlands donde interpreta a Ryder, el único hijo del barón Quinn (Marton Csokas) y Lydia (Orla Brady), y su probable heredero.
En el 2016 se unió al elenco de la película Underworld: Next Generation donde dio vida a Gregor.
En enero del 2018 se unió al elenco principal de la serie de Fox 9-1-1 donde interpreta al bombero Evan "Buck" Buckley. La serie cuenta con ocho  temporadas, y ha sido renovada para una novena.

## Filmografía[1]

### Series de Televisión
| Año     | Título            | Personaje           | Notas                        |
| ------- | ----------------- | ------------------- | ---------------------------- |
| 2011    | Casualty          | Kyle DeNane         | Episodio "Natural Selection" |
| 2013    | Luther            | Shaun Butler        | episodio # 3.3               |
| 2013    | Big Bad World     | Adolescente         | episodio # 1.3               |
| 2013    | Dracula           | PC. Barraclough     | episodio "Come to Die"       |
| 2015    | Venus vs. Mars    | Steven              | episodio "First Date Rules"  |
| 2015–17 | Into the Badlands | Ryder               | 16 episodios                 |
| 2018–   | 9-1-1             | Evan "Buck" Buckley | Rol principal 90 episodios   |
| 2021    | 9-1-1: Lone Star  | Evan "Buck" Buckley | Invitado 1 episodios         |

### Películas
| Año  | Título                                     | Personaje   | Notas                                          |
| ---- | ------------------------------------------ | ----------- | ---------------------------------------------- |
| 2011 | Follow                                     | Corey       | corto - junto a Scott Haran y Sophia Del Pizzo |
| 2012 | Community                                  | Pack Leader |                                                |
| 2013 | The Adventurer: The Curse of the Midas Box | Glocky      |                                                |
| 2014 | Montana                                    | Cal         |                                                |
| 2015 | Hard Tide                                  | Alfie       |                                                |
| 2016 | Underworld: Blood Wars                     | Gregor      |                                                |
| 2017 | MindGamers                                 | Dylan       |                                                |

### Teatro
| Año | Obra                              | Personaje | Director (a)     | Teatro          | Notas |
| --- | --------------------------------- | --------- | ---------------- | --------------- | ----- |
| -   | Dirty Promises                    | Drew      | Dan Hoffman-Gill | Theatre Royal   | -     |
| -   | Polling Booth                     | Richard   | Anna Jordan      | Theatre 503     | -     |
| -   | Seconds - Winner of Best New Play | Samuel    | Adam Morley      | -               | -     |
| -   | Fatal Excuses                     | Eden      | Darrell Jackson  | Chelsea Theatre | -     |